# Teleinterconsulta
Teleinterconsulta é a modalidade da Telemedicina que estabelece um processo de comunicação entre dois profissionais de saúde, em que se permite a troca de informações entre ambos para tratar do mesmo paciente, para auxílio no diagnóstico ou na terapia de um agravo de saúde. É feita com utilização de linguagem técnica, com ou sem a presença do paciente, em ambiente seguro, com proteção de dados. Foi regulamentada pelo Conselho Federal de Medicina do Brasil em setembro de 2021. As prefeituras de São Paulo e Campo Grande adotaram o procedimento em suas redes municipais de saúde.